# Roland (rakete)
Roland raketni sustav za protuzračnu obranu je razvijen u francusko-njemačkoj suradnji. Odluka o zajedničkom razvoju ovog autonomnog raketnog sustava za djelovanje u svim vremenskim uvjetima s visokom otpornošću na elektronsko ometanje a za borbu protiv niskoletećih zrakoplova donesena je 1964. godine. Proizvodnja modela Roland 1 uslijedila je desetak godina kasnije u francuskoj firmi Aerospitale i njemačkoj Messerschmitt-Bolkow-Blohm a uvođenje u naoružanje 1977. godine.  Zahvaljujući daljem usavršavanju kasnije je uslijedila proizvodnja i uvođenje u naoružanje modela: Roland 2 (1981. godine), Roland 3 (1988. godine) i Roland VT1 na čijem se daljem usavršavanju intenzivno radi.  U međuvremenu, godine 2005. posljednji Roland 2 sustav je povučen iz naoružanja njemačke vojske. Nijemci naime zajedno sa SAD-om i Italijom razvijaju novi protuzračni raketni sustav pod nazivom:  Medium Extended Air Defense System (MEADS)  a njegovo pojavljivanje planirano je 2012. godine. Francuzi su se opredijelili za dalju modernizaciju Rolanda, te je 2007. godine počelo testiranje novog prototipa.

## Dizajn
Borbeni sustav je mobilan, a u osnovi se sastoji od vozila (točkaš ili gusjeničar), tornja koji može rotirati za 360° te magazina za rakete s obje strane tornja - paralelno uzdužnoj osi vozila. Na tornju se nalazi radar s mogućnošću promatranja zračnog prostora i odabira potencijalnih ciljeva u kružnoj udaljenosti do 16.000 m i visinama do 3.000 m. Sistem je osposobljen za vrlo brzo reagiranje. Za samo 15 sekundi moguće je iz voznog stanja preći na promatranje i traženje cilja. Za samo 3 minute sustav je moguće s režima promatranja ponovno pripremiti za pokret. Dva projektila zaštićena u cjevastom lanseru uvijek su spremna za lansiranje, a nakon lansiranja slijedi automatsko punjenja za samo 12 sekundi.
Raketni sustav može biti baziran na sljedećim vozilima: 
Gusjeničari:
- AMX-30 - Francuska
- Marder - Njemačka
- M109 - SAD (vozilo oklopljene haubice M109)

Točkaši:
- ACMAT - 6x6 Francuska
- MAN - 6x6, 8x8 Njemačka

## Načini djelovanja po cilju
Roland borbeni sustav ima tri različita režima djelovanja po cilju i to:
Optički
Nišandžija optički pronalazi i odabira cilj, nišani te nakon komande zapovjednika borbenog sustava lansira projektil i navodi ga prema cilju.
Radar
Nakon radarskog uočavanja potencijalnog cilja, sekundarnim radarom bit će izvršena provjera (vlastiti – protivnički). Nakon potvrde da se radi o neprijateljskoj letjelici radarom za praćenje će se automatski izvršiti nišanjenje. Zapovjednik vrši lansiranje projektila kojeg do cilja automatski navodi radar.
Mješoviti
Različite kombinacije prethodna dva načina djelovanja po cilju sukladno operativnim okolnostima na bojišnici (elektronsko ometanje, konfiguracija terena, maskiranje i zaštita vlastitog identiteta od protivnika koji ima zračnu prevlast...).
Prelazak s jednog na drugi način djelovanja je moguće u svakom trenutku jednostavnim pritiskom na dugme, čak i u toku leta projektila ka cilju. Zbog mogućnosti optičkog navođenja ka cilju, sustav se pokazao kao vrlo otporan prema protivniku koji ima zračnu nadmoć. Zbog odsustva radarskog zračenja sustav je u ovom režimu djelovanja nemoguće elektronski otkriti i po njemu preventivno djelovati. Osim toga moguće je više sustava povezati na jedan promatrački radar dometa 60 km. Prijenos podataka je automatski i bežičan, a svaki od uvezanih borbenih sistema dalje može autonomno i za protivničko elektronsko promatranje anonimno djelovati.

## Korisnici
Ovaj borbeni sustav se još uvijek u naoružanju velikog broja zemalja, a vrlo je zanimljivo da su ga kupite i što je za raketne projektile .

### Postojeći korisnici
- Argentina
- Brazil
- Francuska
- Katar
- Nigerija
- Slovenija
- Španjolska
- Venezuela

### Bivši korisnici
- Irak: Roland nije više u uporabi.
- Njemačka: projektili su povučeni a zamijenit će ih LFK NG.
- SAD: zemlja je nabavila strane raketne projektile što je za SAD prava rijetkost. Roland projektili su bili u uporabi Nacionalne garde.